# Deutschlandhalle
Il Deutschlandhalle era un impianto sportivo coperto di Berlino.
Ideato e progettato da Franz Ohrtmann e Fritz Wiemer, e realizzato nel 1935 per i Giochi della XI Olimpiade di Berlino, la struttura fu demolita nel 2011 e sostituita dal CityCube Berlin.

## Storia
Il Deutschlandhalle era una delle più antiche arene di eventi di questa dimensione. Fu costruito in occasione delle Olimpiadi estive del 1936 a Berlino come "la più grande sala polivalente del mondo" su progetto del direttore del padiglione Franz Ohrtmann e dell'imprenditore edile Fritz Wiemer. Fu inaugurata nel 1935 alla presenza di Adolf Hitler.
Nel corso degli anni ha ospitato numerosi eventi sportivi e musicali.

### Sport
Durante le Olimpiadi di Berlino 1936, il Deutschlandhalle fu sede di tre manifestazioni olimpiche: il pugilato, il sollevamento pesi e la lotta.
L'arena ospitò diversi eventi cestistici tra cui la finale di Coppa dei Campioni del 1980 tra Maccabi Tel Aviv e Real Madrid, vinte dalla squadra di Madrid per 89–85, la finale di Coppa Korać del 1995 vinta dall'Alba Berlino e le partite dei gironi di qualificazione del Campionato Europeo maschile del 1993.
Nel 1995 si tennero i mondiali dilettanti di pugilato.

### Musica
Nell'ambito del suo tour "À travers l'Europe", nel 1959 Dalida tenne un concerto tutto esaurito davanti a un pubblico di 9.500 persone. 
Ella Fitzgerald si esibì qui nel 1960; il concerto è stato registrato come Ella in Berlin. 
Il 4 settembre 1970 fu il luogo della penultima esibizione di Jimi Hendrix.
Il 30 novembre 1980 i Queen vi hanno tenuto un concerto, divenuto famoso, in quanto, durante l'assolo di Bohemian Rhapsody, Brian ha rotto accidentalmente una corda della sua chitarra.
Il film del 1981 Christiane F. mostra un'esibizione di David Bowie alla Deutschlandhalle. In realtà questa scena consiste in una serie di montaggi. Durante le riprese il cantante si trovava negli USA e non poteva interrompere il tour per tornare in Europa; fu così che la troupe volò a New York nell'ottobre 1980 per registrate parte del concerto statunitense, modificando il locale dove suonava, l'Hurray Club, per renderlo simile all'arena berlinese; per le riprese della folla vennero invece utilizzate scene tratte da un concerto degli AC/DC.

## Galleria d'immagini

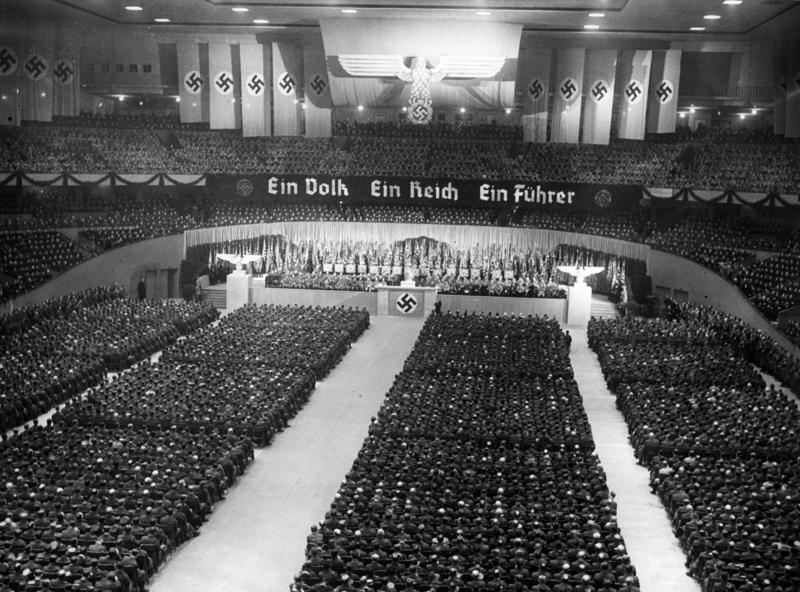
L'arena durante il periodo del regime nazista
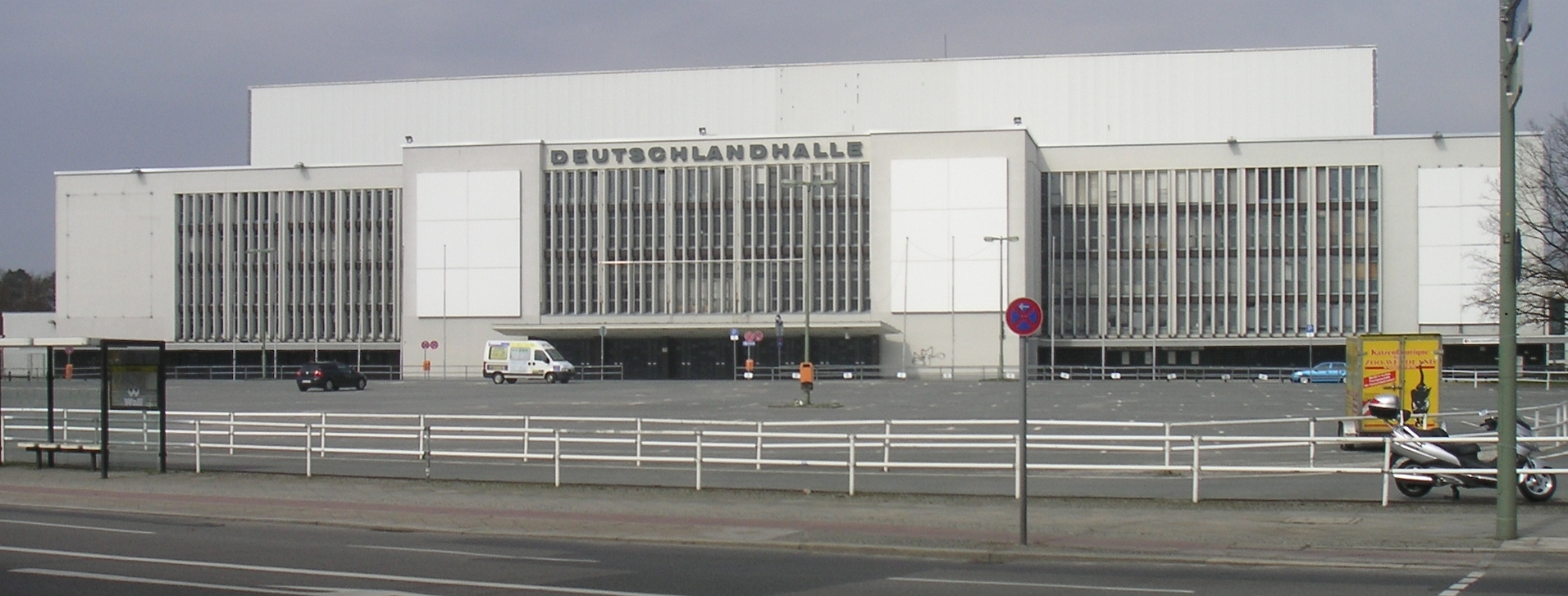
L'impianto nel 2009
- La demolizione nel 2011